# Таця

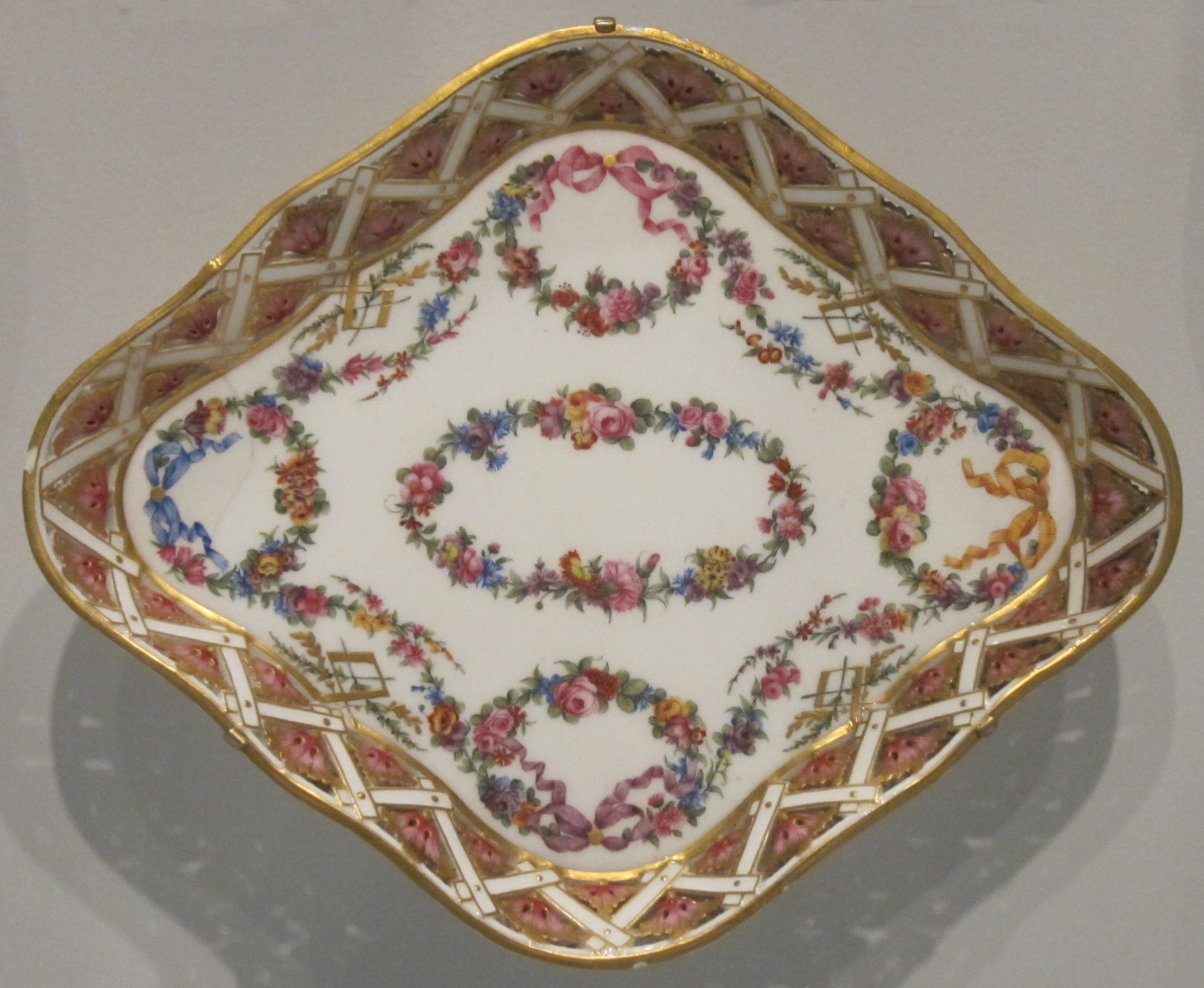
Французька порцелянова таця. XVIII ст.

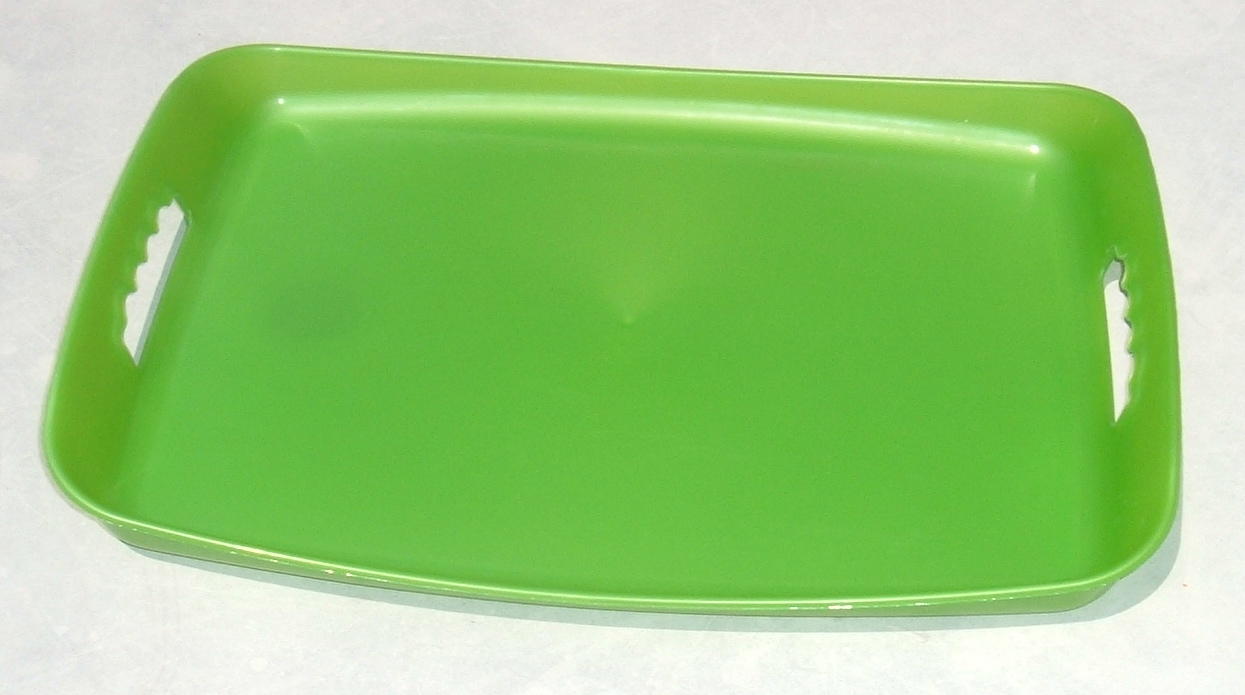
Пластиковий піднос

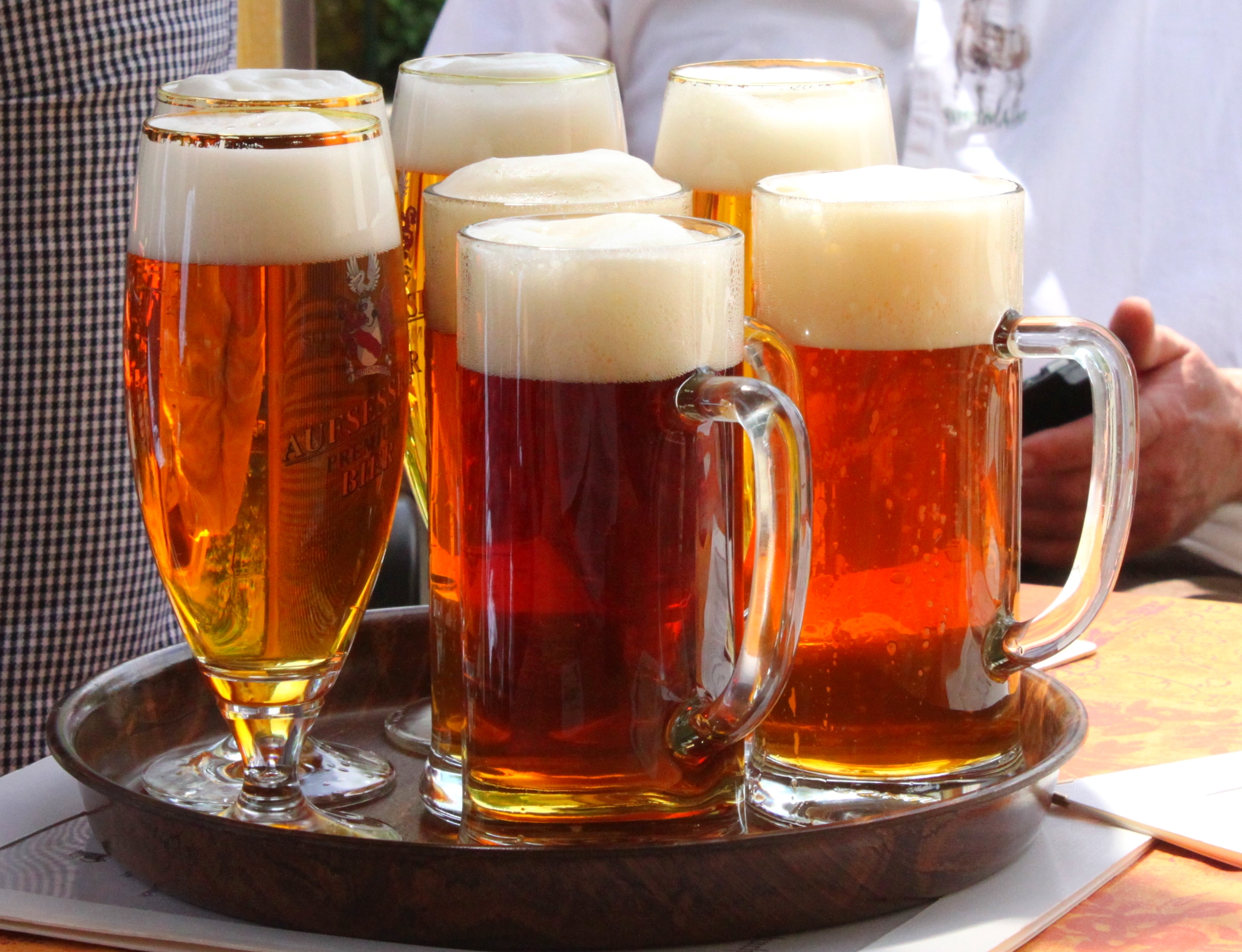
Таця для пива

Та́ця (пол. taca < італ. tazza) або підно́с, тарі́ль — дошка, металевий або пластиковий лист для подачі їжі на стіл, для перенесення посуду.

## Таця в обрядах
- Коровай поміщають на тацю, покриту рушником.
- Під час церемонії шлюбу обручки нареченим підносять на таці.
- Існує весільна традиція, у якій подарунки та підношення молодятам гості складають на тацю.

## Різновиди за призначенням

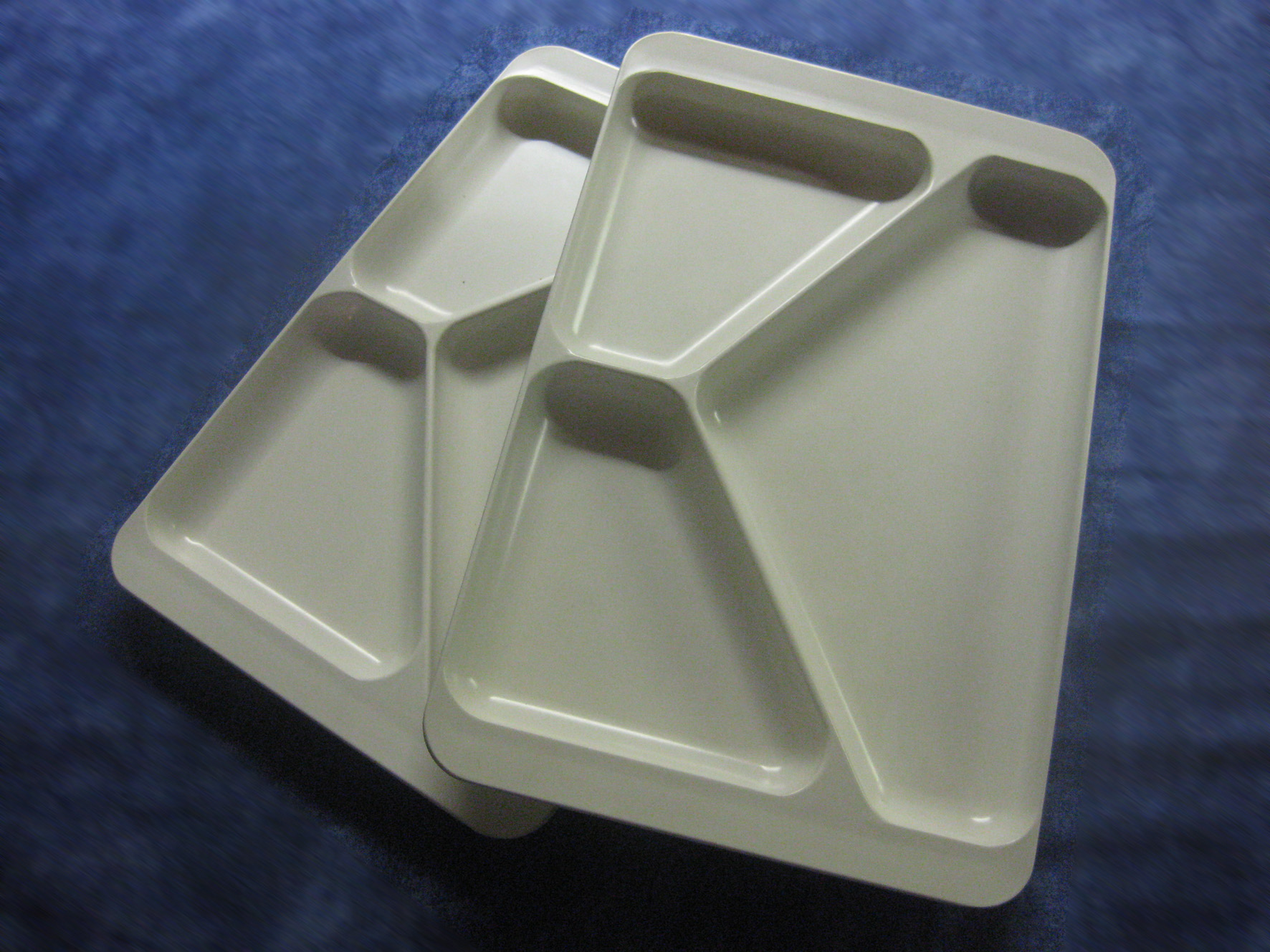
Таці з відділками для самообслуговання

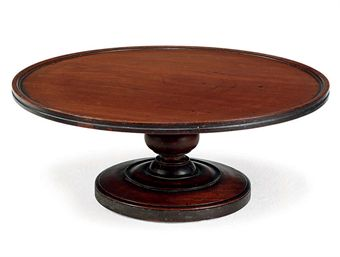
Таця на підставці

- Сервірувальна (офіціантська) таця — таця з широким бортиком, ручками на довших боках для полегшення носіння (часто врізаними у бортик) і переносною стійкою зі складаними ніжками. Уживається для подавання напоїв і часто слугує зручним боковим столиком.
- Таця самообслуговання — уживається для перенесення страв у перекусних та інших закладах швидкого харчування. Робиться зазвичай з пластику або скловолокна.
- Таця з відділеннями (спільна таця) — різновид таці самообслуговування. Призначається для подавання їжі без тарелей, споряджена мілкими заглибинами, у яких розміщуються різні страви.
- Хірургічна таця — таця прямокутної форми, яка уживається для подавання хірургічних інструментів під час операцій. Робиться зі нержавкої сталі, щоб витримувати гарячу стерилізацію без ржавіння.
- Насіннєва таця — використовується для пророщування насіння, а також для вирощування рослин з живців. Таці для вирощування рослин робляться з пінополістеролу або поліетилену. Можуть бути різного розміру, зазвичай застосовуються «данський» та «європейський» розміри таць.
- Проявна таця — уживається для проявлення фотоплівки.
- Таця для зняття зубних виліпків — пристрій, уживаний у зубовиліпкуванні. Слугує для того, щоб підносити виліпковий матеріал до рота, утримувати його щільно до зліпуваних поверхонь та пильнувати матеріал, коли він утворює виліпок.
- Пхан[en] — традиційна тайська таця

## Декоративні таці

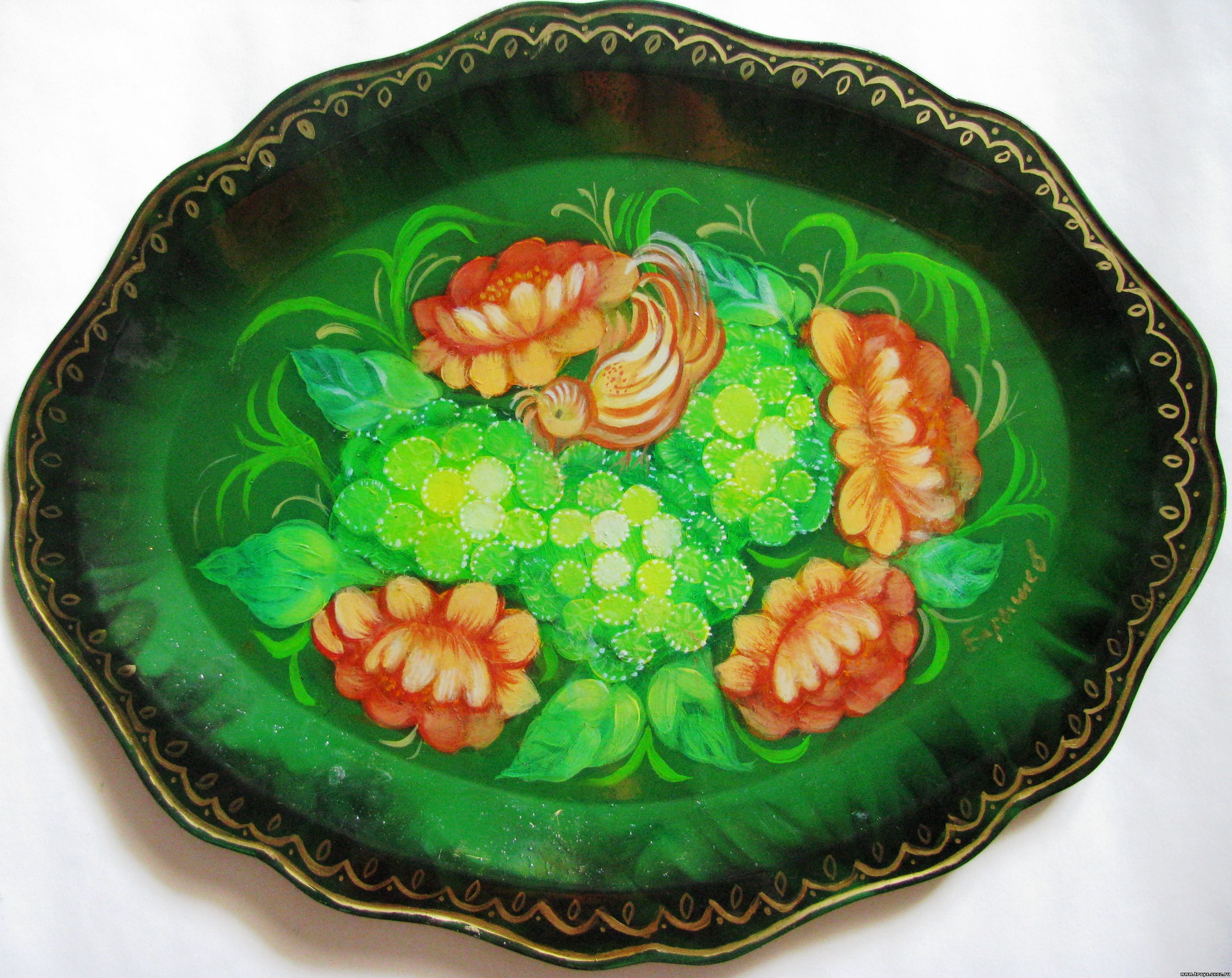
Жостовська таця

Поверхня бляшаної таці іноді покривається розписом. Деякі мальовничі таці є справжніми витворами мистецтва. Вони майже не використовуються за прямим призначенням, а лише слугують прикрасою інтер'єру. Широко відомі російські художні таці, вироблені у селі Жостово Московської області.

## Інше
- У вигляді мініатюрних таць можуть виконуватися судки для приправ.